# Батеха, Василий Афанасьевич
Васи́лий Афана́сьевич Батёха (23 марта 1919, село Суходол, Глуховский район Сумской области — 13 февраля 2016, Сумы) — советский офицер, участник Великой Отечественной войны, командир роты противотанковых ружей 282-го гвардейского стрелкового полка 92-й гвардейской стрелковой дивизии 37-й армии Степного фронта, гвардии лейтенант.
Герой Советского Союза (22.02.1944), полковник запаса (с 1956 года), генерал-майор в отставке (2004).

## Биография
Родился 23 марта 1919 года в селе Суходол ныне Глуховского района Сумской области (Украина) в крестьянской семье. Украинец. Член ВКП(б) с 1944 года. Окончил Улановскую среднюю школу, работал в колхозе, затем на одном из предприятий города Шостки (Сумская область), был забойщиком на шахте в городе Боково-Антрацит (Антрацит) Ворошиловградской области.
В 1939 году призван в ряды Красной армии. В боях Великой Отечественной войны с августа 1941 года. В 1942 году окончил Буйнакское военное пехотное училище. Сражался на Юго-Западном, Северо-Кавказском, Степном и 3-м Украинском фронтах, участвовал в обороне Киева, Моздока, в Курской битве, форсировании Днепра.
Командир роты противотанковых ружей 282-го гвардейского стрелкового полка (92-я гвардейская стрелковая дивизия, 37-я армия, Степной фронт) комсомолец гвардии лейтенант Батёха в конце сентября 1943 года, действуя в передовом подвижном отряде, вывел роту к Днепру южнее Кременчуга. 28 сентября, уничтожив противника, высадился на острове против сёл Дериевка и Куцеволовка (Онуфриевский район Кировоградской области). 30 сентября рота форсировала Днепр, захватила плацдарм и удерживала его, обеспечивая переправу главных сил полка. Был ранен, но не покинул поле боя.
Указом Президиума Верховного Совета СССР от 22 февраля 1944 года за образцовое выполнение заданий командования во время форсирования Днепра, гвардии лейтенанту Батехе Василию Афанасьевичу присвоено звание Героя Советского Союза с вручением ордена Ленина и медали «Золотая Звезда» (№ 3149).
После войны продолжал служить в рядах Советской армии. В 1947 году окончил курсы «Выстрел». С 1956 года полковник В. А. Батёха — в запасе. В 1959—1974 годах жил в городе Новокузнецке Кемеровской области, где работал машинистом электромостового крана. Жил в городе Сумы (Украина).
Ушел из жизни в городе Сумы 13 февраля 2016 года. Похоронен на Барановском кладбище рядом с женой.
В городе Сумы, в начале улицы имени Героев Сталинграда, создана аллея Славы, где представлены портреты 39 Героев Советского Союза, чья судьба связана с городом Сумы и Сумским районом, среди которых и портрет Героя Советского Союза В. А. Батехи.

## Награды
- Медаль «Золотая Звезда» Героя Советского Союза (№ 3149; 22.02.1944)
- Орден Ленина (22.02.1944)
- Орден Отечественной войны I степени (6.04.1985)
- Орден Красной Звезды (5.11.1954)
- Орден «Знак Почёта»
- Украинский орден Богдана Хмельницкого I степени (2010)[5].
- Украинский орден Богдана Хмельницкого II степени (2005)[6]
- Украинский орден Богдана Хмельницкого III степени (5.05.1999)[7]
- Медали, в том числе:
  - Медаль «За победу над Германией в Великой Отечественной войне 1941—1945 гг.»
  - Юбилейная медаль «Двадцать лет Победы в Великой Отечественной войне 1941—1945 гг.»
  - Юбилейная медаль «Тридцать лет Победы в Великой Отечественной войне 1941—1945 гг.»
  - Юбилейная медаль «Сорок лет Победы в Великой Отечественной войне 1941—1945 гг.»